# سيانيت

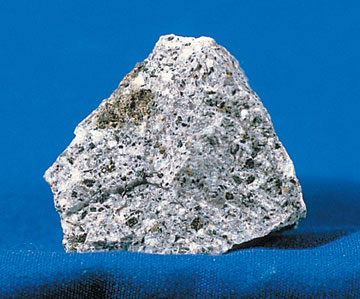
السيانيت

السيانيت أو صخر أسوان (بالإنجليزية: Syenite)‏، هو صخر ناري جوفي ذو نسيج حبيبي وبلورات ظاهرة يتكون في أساسه من فلسبار قلي مع قليل من البلاجيوكلاز. مع معدن أو أكثر من المعادن المغنوحديدية مثل الهورنلبند والبيوتيت. وإذا زادت كمية البلاجيوكلاز على الفلسبار القلي يسمى الصخر مونزونيت، وهو صخر له لون رمادي في حين أن للسيانيت ألواناً مختلفة، منها الرمادي والأخضر والأحمر والوردي التي تجعل الصخر صالحاً للاستخدام في بعض الأحيان في أغراض الزينة.
اشتق اسم سيانيت من كلمة "Syene" وهو الاسم القديم لمدينة أسوان بجمهورية مصر العربية وقد أطلق هذا الاسم على صخور الجرانيت الهورنبلندي المنتشرة بهذه المدينة. وتتميز صخور السيانيت بصفة عامة ببلورات خشنة إلى متوسطة التحبب ونسيج ناقص الشكل، ويتميز السيانيت البجماتيتي بنسيج بجماتيتي، ويتميز كل من السيانيت دقيق التحبب والسيانيت البرورفيري بنسيج بورفيري. وتوجد أنواع مختلفة من البنية الاتجاهية في صخور السيانيت، مثل البنية الشريطية الناتجة من تبادل طبقات دقيقة تختلف اختلافاً بيّناً من حيث التركيب المعدني أو النسيج أو كليهما، والبنية الانسيابية التي تتكون من ترتيب شبه متواز لبلورات المعادن المنشورية والصفائحية.